# 羅素紅
羅素紅（英語：Russian Red，1985年—）原名露爾迪絲·靴南迪斯 藝名Russian Red取自她最喜歡的口紅色號（西班牙語：Lourdes Hernández），是一位西班牙獨立音樂和民歌唱作人歌手。
在出道之初被外界譽為是西班牙版妃絲特，因為該位加拿大創作型女歌手對其表演態度影響良多。另外亦有認為她酷似法國總統夫人卡拉·布鲁尼。而她雖然是西班牙馬德里出身，但無論寫作和演繹自己的作品時均使用英語，這是因為她大部份時間都聆聽英文歌曲，所以也就本能地以它為自己的唱作語言。Russian Red的聲線和表演風格簡約、帶有稚氣和詩意，容易使人聯想起另一位知名唱作歌手祖安娜·紐臣。

## 音樂事業

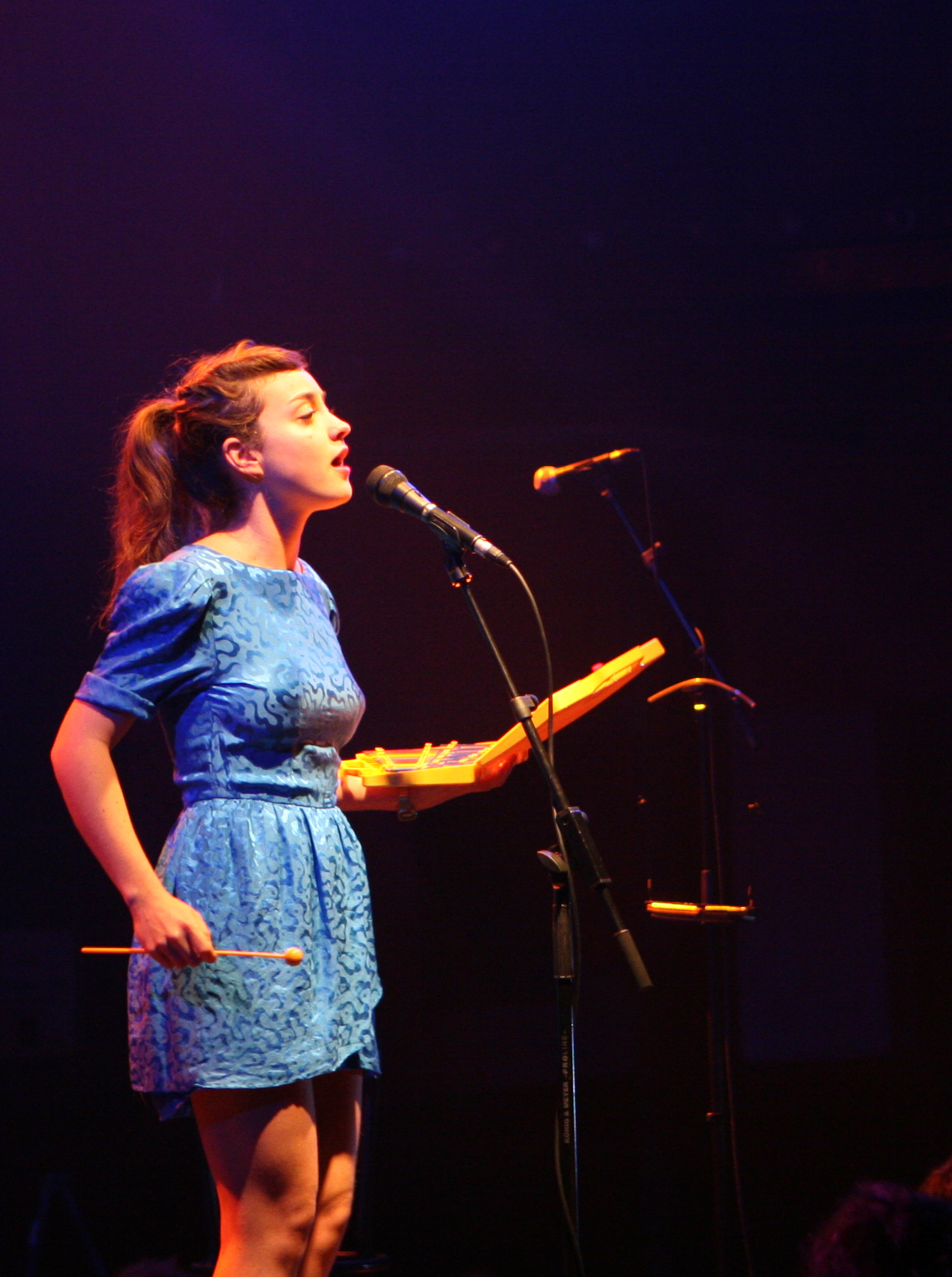
2009年時候在巴塞隆納演出

露爾迪絲·靴南迪斯從十六歲起開始創作歌曲，之後雖然升上大學攻讀法律，但在第一個學期完結時已經決定退學。從那時候開始，她便經常帶著吉他到地鐵站內自彈自唱。次年，她重新開始在馬德里自治大學學習翻譯及傳意系。到了即將畢業之際，她立志以後要把生活的全部時間放在其音樂生涯之上。
而“Russian Red”的音樂計劃是起始於露爾迪絲與拜恩·亨特的相遇，他是一位父親來自英國、母親為西班牙裔的音樂家。兩人先錄製了一張樣本唱片（demo），當中《Reason》、《The Night of the Paper》和《Sadie》等曲目至今仍然未有公開發行，該張試聽帶在2008年於MySpace網站上獲得了70,000人次以上的收聽率。
“Russian Red”這個幕前名稱的由來其實是露爾迪絲本身經常使用的一種唇膏色彩代號。當被問到選擇名字背後的原因時，露爾迪絲回應說：「很久以前我曾經組過一支並無取名的樂隊，從那時候開始，我便常常被一個念頭縈迴不休：尋找一個適切又帶點藝術氣質之名。直到有一天，我愛上了另一位女孩唇上所抹上的這種顏色，我嘗試把它的名字唸出來，如今已然成為我的藝名」。
逐漸地，Russian Red在西班牙的獨立音樂界開始薄有名氣，單在2007年已經在不同音樂場合演出過六十次以上，另外也參與了在巴塞隆納舉行的聖米基爾春季之聲嘉年華，以及其他的大型音樂節。

### 2008年： I Love Your Glasses
在2007年的春天之聲會場，Russian Red在友人尼古拉的介紹下認識了任職歌片製作人的費蘭度·華卡斯（Fernando Vacas）。華卡斯聽過Russian Red寫的幾首歌曲以及其他材料之後，建議讓她錄製一張新的唱片，由他親自協助監製，並交給其唱片品牌Eureka負責發行。
她的朋友拜恩·亨特有份加入整張唱片的錄音過程，亦有出現在碟內的製作人名列的Russian Red部份。對此露爾迪絲表示：「我認識到他的參與方式，他在正式錄音前會先為我示範一次，我們有時也會打起來，雖然那些都是我創造的歌，但我覺得就像是個共同承擔的工程一樣」。事實上拜恩本來甚至有份出現在唱片封面之上，但由於正式發佈前設計有所改動所以才作罷。
Russian Red的這張處女大碟取名《I Love Your Glasses》，很快地取得巨大的成功。西班牙主流的《國家報》專欄作家阿方素（Alfonso Cardenal）表揚Russian Red為「本年度的啟示」。

### 2011年： Fuerteventura
隨著首張專輯的發行和大受歡迎，Russian Red在西班牙國內已經擁有相當的知名度。至2010年下半年，她宣佈即將與西班牙索尼音樂娛樂公司簽約。在2011年5月，Russian Red推出個人第二張專輯《Fuerteventura》，當中的歌曲都是Russian Red於首張專輯發行後的兩年巡迴演出期間寫成。新的專輯遠赴格拉斯哥進行錄音及由資深音樂人東尼·道根（Tony Doogan）監製，整體歌曲風格轉變不大；反而在形象方面，其出道之初標誌性的深棕色平額前髮，則變成了一頭飄逸成熟的金色長髮。
同時，Russian Red亦開展了個人的亞洲區巡迴之旅，先後到過中國、台灣和南韓獻唱。另外她還在西班牙國內特別版唱片中翻唱了貓王埃爾維斯·皮禮士利的經典歌曲《Love me tender》，並藉由重新混音技術達到近乎合唱的效果。
羅素紅近年已移民至美國洛杉磯

## 專輯
- 《I Love Your Glasses》（2008年）
- 《Fuerteventura》（2011年）
- 《Agent Cooper》（2014年）

## 單曲
- 《They don't believe》（2008年）
- 《Cigarettes》（2008年）
- 《Perfect Time》（2008年）
- 《I Hate You But I Love You》（2011年）
- 《The sun, the trees》（2011年）
- 《Michael P》（2014年）
- 《John Michael》（2014年）
- 《Stevie J》（2014年）

## 外部連結
- 羅素紅的MySpace主頁
- Russian Red （页面存档备份，存于） en Qualid （页面存档备份，存于）